# One Fierce Beer Coaster
One Fierce Beer Coaster é o segundo álbum de estúdio da banda Bloodhound Gang, foi lançado em 1996.

## Faixas
1. "Kiss Me Where It Smells Funny" – 3:08
2. "Lift Your Head Up High (And Blow Your Brains Out)" – 4:58
3. "Fire Water Burn" – 4:54
4. "I Wish I Was Queer So I Could Get Chicks" – 3:49
5. "Why's Everybody Always Pickin' On Me?" – 3:22
6. "It's Tricky" – 2:37
7. "Asleep at the Wheel" – 4:05
8. "Shut Up" – 3:15
9. "Your Only Friends Are Make Believe" – 7:02
10. "Boom" (com Vanilla Ice) – 4:06
11. "Going Nowhere Slow" – 4:22
12. "Reflections of Remoh" – 0:53
13. "Fire Water Burn" (versão Donkey) – 4:10 (A palavra "motherfucker" é censurada com o som de um burro)
14. "Fire Water Burn" (Mix de Jim Makin)" – 5:00